# Caledon Shipbuilding & Engineering Company
Caledon Shipbuilding & Engineering Company, était une entreprise de construction navale écossaise basée à Dundee qui a construit plus de 500 navires.

## Histoire
W.B. Thompson (1837-1923) créé la Tay Foundry en 1866 et la WB Thompson Shipbuildingen 1874. En 1889, la société reprend les travaux d’ingénierie marine de Lilybank Foundry. En 1896, WB Thompson est restructuré et le nom change pour Caledon Shipbuilding - Engineering Company en l’honneur du premier client du fondateur, le comte de Caledon. 
En 1932, Caledon ferme les travaux des moteurs Lilybank. En 1968, Caledon fusionne avec Henry Robb de Leith, formant Robb Caledon Shipbuilding Limited. Le chantier naval de Caledon construit ses derniers navires en 1980 et les opérations cessent en 1981.
Le chantier Caledon a construit un total de 509 navires, plus 20 barges et 34 chaloupes. 
W.B. Thompson et son épouse Hannah Ogilvie (1836-1921) sont enterrés au cimetière Western à Dundee.

## Navires construits par Caledon
Les navires construits par Caledon comprennent :
- Liste non exhaustive

### Militaire
| Porte-avions - HMS Activity Royal Navy Frégatess - HMS Loch Lomond Royal Navy - HMS Loch More Royal Navy - HMS Loch Arkaig Royal Navy - HMS Loch Tralaig Royal Navy Navires hydrographiques - HMS Hecl Royal Navy - HMS Herald Royal Navy - HMS Scott Royal Navy | Corvettes - HMS Carisbrooke Castle Royal Navy - HMS Dumbarton Castle Royal Navy - HMS Hurst Castle Royal Navy Navires de débarquement - HMS Glengyle Royal Navy Auxiliaires - RFA Bacchus Royal Fleet Auxiliary |

### Marchand
| No coque | Nom                   | Type                                                 | Lancement        | Propriétaires/Notes                    |
| -------- | --------------------- | ---------------------------------------------------- | ---------------- | -------------------------------------- |
| 5        | Ilala                 | bateau à vapeur en acier à hélice unique             | 1874             | WB Thompson                            |
| 7        | Scotia                | bateau à vapeur en acier à hélice unique             | 1875             | Dundee, Perth & London Shipping Co     |
| 8        | Glentrum              | bateau à vapeur en acier à hélice unique             | 1875             | James Mitchell                         |
| 11       | Astoria               | voilier                                              | 1876             | Joseph Gibson & Co                     |
| 14       | Ugarte No 1           | bateau à vapeur en acier à hélice unique             | 1876             | Ugarte Bros                            |
| 16       | Earlshall             | barque en acier                                      | 1876             | Robertson Bros                         |
| 17       | Lintrathen            | barque à voile en acier                              | 1876             | Joseph Gibson & Co                     |
| 18       | Tulchan               | barque à voile en acier                              | 1876             | AM Banks & Co                          |
| 19       | Altona                | bateau à vapeur en acier à hélice unique             | 1877             | Yorkshire Coal & Steam Shipping Co     |
| 20       | Kaffrarian            | bateau à vapeur à aubes                              | 1877             | Kaffrarian Steam Landing & Shipping Co |
| 21       | Rosedale              | bateau à vapeur en acier à 2 hélices                 | 1877             | Gippsland SN Co                        |
| 22       | Glenisia              | bateau à vapeur en acier à hélice unique             | 1878             | James Mitchell                         |
| 23       | Fairport              | bateau à vapeur côtier en acier à hélice unique      | 1877             | John Smart Roy                         |
| 24       | Vesper                | bateau à vapeur en acier à hélice unique             | 1878             | RA Mudie & sons                        |
| 25       | Marathon              | bateau à vapeur à hélice unique                      | 1878             | D Scott & Son                          |
| 27       | Otto M'Combie         | bateau à vapeur en acier à hélice unique             | 1879             | J M'Combie                             |
| 28       | Inchcape              | bateau à vapeur côtier en acier à hélice unique      | 1879             | JS Roy & David Linsay                  |
| 29       | Vasco da Gama         | bateau à vapeur en acier à hélice unique             | 1879             | George MacAndrew                       |
| 30       | Coraki                | bateau à vapeur à fond plat de passager à 2 hélices  | 1879             | Clarence & Richmond SN Co              |
| 31       | Dundee                | bateau à vapeur en acier à hélice unique             | 1880             | RA Mudie & Sons                        |
| 32       | Garry                 | bateau à vapeur en acier à hélice unique             | 1880             | North Sea Steam Shipping Co            |
| 33       | Countess of Cromertie | bateau à vapeur à hélice unique                      | 1880             | WB Thomson                             |
| 34       | Kenmore               | bateau à vapeur en acier à hélice unique             | 1880             | Albany Shipping Co                     |
| 36       | Diamond               | bateau à vapeur en acier à hélice unique             | 1881             | Dundee Gem Line SS Co                  |
| 37       | Opal                  | bateau à vapeur en acier à hélice unique             | 1881             | Dundee Gem Line SS Co                  |
| 38       | John Ray              | bateau à vapeur en acier à hélice unique             | 1881             | MA Ray & Son                           |
| 40       | Coxhaven              | bateau à vapeur à hélice unique                      | 1882             | Yorkshire Coal & Steam Shipping Co     |
| 41       | Dundee                | voilier en acier                                     | 1882             | Charles Barrie                         |
| 42       | Calabria              | bateau à vapeur en acier à hélice unique             | 1883             | D Scott & Son                          |
| 43       | Goya                  | bateau à vapeur en acier à hélice unique             | 1882             | Miguel Saenz                           |
| 44       | Lista                 | bateau à vapeur en acier à hélice unique             | 1882             | Miguel Saenz                           |
| 43       | St Thomas             | bateau à vapeur en acier à hélice unique             | 1882             | Arbroath & London SS Co                |
| 47       | Lauderdale            | cargo à vapeur en acier à hélice unique              | 1882             | R Mackill & Co                         |
| 50       | Fushun                | bateau à vapeur en acier à hélice unique             | 1883             | WB Thompson                            |
| 53       | Jasper                | bateau à vapeur en acier à hélice unique             | 1883             | Dundee Gem Line SS Co                  |
| 56       | AD Bordes             | Voilier à quatre mâts                                | 1884             | AD Bordes et Fils                      |
| 57       | Retriever             | remorqueur à vapeur à 2 hélices                      | 1884             | Retriever Steamship Co                 |
| 58       | Craig Burn            | voiler en acier à quatre mâts                        | 1884             | R Shankland & Co                       |
| 59       | Dresden               | bateau à vapeur en acier à hélice unique             | 1884             | Yorkshire Coal & Steam Shipping Co     |
| 60       | Lanquedoc             | bateau à vapeur en acier pour passagers              | 1884             | SG de Transporte Marte de Vapeur       |
| 62       | Firth of Stronsa      | barque                                               | 1885             | J Spencer & Co                         |
| 63       | Chili                 | barque en acier                                      | 1885             | AD Bordes et Fils                      |
| 64       | Firth of Solway       | barque                                               | 1885             | J Spencer & Co                         |
| 65       | Indra                 | remorqueur à vapeur à 2 hélices                      | 1888             | Ganges Steam Towing Co                 |
| 68       | Avocet                | bateau à vapeur en acier à hélice unique             | 1885             | Cork Steamship Co                      |
| 71       | Tarapaca              | voilier à quatre mâts en fer                         | 1886             | AD Boedes et Fils                      |
| 73       | Eddystone             | Cargo à vapeur et passagers en acier à hélice unique | 1886             | Clyde Shipping Co                      |
| 75       | Dalhousie             | chalutier à vapeur en acier à hélice unique          | 1886             | WB Thompson                            |
| 76       | Lamberton             | chalutier à vapeur en acier                          | 1885             | Berwick Trawling Co                    |
| 78       | Euphrates             | chalutier à vapeur en acier                          | 1886             | Thomas Hamling                         |
| 81       | Portland              | bateau à vapeur en acier à hélice unique             | 1887             | Clyde Shipping Co                      |
| 82       | Glanmire              | bateau à vapeur en acier à hélice unique             | 1887             | City of Cork Steam Packet Co           |
| 83       | Retriever             | remorqueur à vapeur à 2 hélices                      | 1888             | Turner, Morrison & Co                  |
| 85       | Ibis                  | bateau à vapeur en acier à hélice unique             | 1888             | Cork Steamship Co                      |
| 86       | Fulmar                | bateau à vapeur à hélice unique                      | 1888             | Cork Steamship Co                      |
| 87       | Curfew                | bateau à vapeur à hélice unique                      | 1888             | RA Mudie & Son                         |
| 88       | Pladda                | bateau à vapeur à hélice unique                      | 1889             | Clyde Shipping Co                      |
| 89       | Arrow                 | remorqueur à vapeur à 2 hélices                      | 1889             | Shropshire Union Railways & Canal Co   |
| 90       | Red Sea               | bateau à vapeur à hélice unique                      | 1889             | Dundee, Perth & London Shipping Co     |
| 91       | Ailsa Craig           | bateau trois mâts et à vapeur à hélice unique        | 1890             | Clyde Shipping Co                      |
| 93       | Egret                 | bateau à vapeur en acier à hélice unique             | 1890             | Cork Steamship Co                      |
| 95       | Perth                 | bateau à vapeur en acier à hélice unique             | 1890             | JW Kidd                                |
| 96       | Ptarmigan             | bateau à vapeur en acier à hélice unique             | 1890             | Cork Steam Shipping Co                 |
| 98       | Arranmore             | bateau à vapeur en acier à hélice unique             | 1890             | Clyde Shipping Co                      |
| 106      | Berlin                | bateau à vapeur en acier à hélice unique             | 1891             | Yorkshire Coal & Steam Shipping Co     |
| 107      | Juteopolis            | barque à quatre mâts à coque d’acier                 | 1891             | Charles Barrie                         |
| 112      | Lawhill               | barque à quatre mâts à coque d’acier                 | 24 août 1892     | Charles Barrie                         |
| 159      | Californian           | cargo et liner à passagers                           | 26 novembre 1901 | Leyland Line                           |
| 189      | HMHS Lanfranc (en)    | liner à passagers                                    | 18 octobre 1906  | Alfred Booth and Company               |
| 200      | Hilary                | cargo et liner à passagers                           | 31 mai 1908      | Alfred Booth and Company               |
|          | Dublin                | cargo et liner à passagers                           | 1912             | Argentine Navigation Company           |
| 235      | Alban                 | cargo et liner à passagers                           | 11 mars 1914     | Alfred Booth and Company               |
| 259      | Perseus               | navire à vapeur réfrigéré à 2 hélices                | 1922             | China Mutual SN Co                     |
| 282      | British Commander     | pétrolier                                            | 1922             | British Tanker Company                 |
| 283      | British Commodore     | pétrolier                                            | 1923             | British Tanker Company                 |
| 313      | British Faith         | pétrolier                                            | 1928             | British Tanker Company                 |
| 314      | British Hope          | pétrolier                                            | 1928             | British Tanker Company                 |
| 376      | Tambua                | cargo                                                | 1938             | Colonial Sugar Refinery Co             |
| 381      | NLV Hesperus          | ravitailleur de phares                               | 1939             | Northern Lighthouse Board              |
| 393      | Empire Heywood        | cargo                                                | 21 octobre 1941  | Ministry of War Transport              |
| 394      | Empire Prince         | cargo                                                | 31 mars 1942     | Ministry of War Transport              |
| 395      | Empire Archer         | cargo                                                | 29 juin 1942     | Ministry of War Transport              |
| 396      | Empire Bard           | navire de levage lourd                               | 30 décembre 1941 | Ministry of War Transport              |
| 409      | Rhexenor              | cargo                                                | 1945             | China Mutual SN Co                     |
| 410      | Stentor               | cargo                                                | 1946             | Ocean SS Co                            |
| 426      | Rajah Brooke          | cargo et passagers                                   | 1948             | Sarawak Steamship Co                   |
| 471      | Rossetti              | cargo                                                | 1950             | Lamport and Holt Line                  |
| 507      | NLV Pharos            | ravitailleur de phares                               | 1955             | Northern Lighthouse Board              |
| 508      | Canadian Star         | cargo                                                | 1956             | Blue Star Line                         |
| 531      | NLV Pole Star         | ravitailleur de phares                               | 1961             | Northern Lighthouse Board              |
| 532      | Ngakuta               | cargo                                                | 1962             | Union Steamship Co                     |
| 533      | Ngatoro               | cargo                                                | 1962             | Union Steamship Co                     |
| 536      | John Burns            | ferry                                                | 1963             | Woolwich Free Ferry                    |
| 537      | Ernest Bevin          | ferry                                                | 1963             | Woolwich Free Ferry                    |
| 538      | James Newman          | ferry                                                | 1963             | Woolwich Free Ferry                    |
| 539      | Parthia               | cargo réfrigéré                                      | 1963             | Cunard Line                            |
| 540      | Ivernia               | cargo réfrigéré                                      | 1964             | Cunard Line                            |
| 541      | Port Huon             | cargo                                                | 1965             | Port Line                              |
| 542      | Port Albany           | cargo                                                | 1965             | Port Line                              |
| 543      | Ngahere               | cargo                                                | 1966             | Union Steamship Co                     |
| 544      | Ngapara               | cargo                                                | 1966             | Union Steamship Co                     |
| 560      | Caedmon               | ferry                                                | 3 mai 1973       | Sealink                                |
| 561      | Cenwulf               | ferry                                                | 1er juin 1973    | Sealink                                |
| 562      | Cenred                | ferry                                                | 3 juillet 1973   | Sealink                                |
| 576      | Bytom                 | cargo                                                | 1980             | Polsteam                               |
| 577      | Kościerzyna           | cargo                                                | 1980             | Polsteam                               |

## Sources
- (en) Cet article est partiellement ou en totalité issu de l’article de Wikipédia en anglais intitulé « Caledon Shipbuilding & Engineering Company » (voir la liste des auteurs).

## liens externes
- (en) Caledon Shipbuilding and Engineering sur Grace's Guide